# A Passagem da Noite
A Passagem da Noite é um filme português da autoria de Luís Filipe Rocha. 
A protagonista, interpretada por Leonor Seixas, é uma jovem que, depois de ser violada por um toxicodependente acaba descobrindo que está grávida. Não denunciando o caso tenta ultrapassar tudo sozinha por raiva, medo ou vergonha. Só um inspector da polícia judiciária e uma prostituta sabem e tentam ajudar a jovem. Uma história que retrata a passagem de uma fase inocente da adolescência para a vida adulta, de forma muito cruel, repentina e prematura. 

## Elenco
- Leonor Seixas - Mariana
- João Ricardo - Vítor
- João Pedro Vaz - Salvador
- Maria João Falcão - Teresa
- Cristovão Campos - Luís
- Maria d'Aires - Maria
- Pompeu José - José
- Maria Rueff - Cláudia
- Luísa Salgueiro - Celeste
- Cecília Guimarães - Tia de Salvador
- Fernando Heitor - Professor de Filosofia
- Paula Pedregal - Professora de Português
- Ana Bustorff - Professora de História
- John Jesus Romão - Jorge
- Luís Areias - Estudante